# Operation Red Jericho
Operation Red Jericho ist der erste Band der „Guild of Specialists-Chronik“ des Autors Joshua Mowll. Er handelt von den Geschwistern Douglas und Rebecca MacKenzie, die sich an Bord des Schiffes „Expedient“ auf die Suche nach ihren in China vermissten Eltern begeben und dabei unversehens in ein Abenteuer geraten. Das Buch hat 273 Seiten sowie zahlreiche Klappseitenbilder.

## Publikationsgeschichte
Das Fantasy/Abenteuer-Buch Operation Red Jericho erschien am 9. August 2005 bei Walker Books Limited, die deutsche Ausgabe folgte 2008 im Cecilie Dressler Verlag. Das Buch erhielt einige Auszeichnungen, z. B. im Januar 2006 den „Poppy Red Award for Innovation in Children’s Books“ von den British Book Trade Awards. Die Fortsetzung folgte 2006 mit „Operation Taifun“ (Originaltitel: Operation Typhoon Shore, deutsche Ausgabe 2009) und 2008 mit „Operation Storm City“ (Deutsche Ausgabe 2010).

## Handlung
England 2002: Joshua Mowll erbt das Archiv seiner Tante Rebecca MacKenzie. Dort findet er viele interessante Dokumente, die ihn auf die Spur einer uralten Geheimgesellschaft bringen, deren Wissen für die gesamte Menschheit von großer Bedeutung ist.
Shanghai 1920: Die Geschwister Doug und Rebecca MacKenzie vermissen ihre Eltern, die seit einem Jahr in Westchina verschollen sind. Da sie nicht mehr bei ihrer Tante Margaret bleiben können, reisen sie zu ihrem Onkel Captain Fitzroy MacKenzie. Von nun an leben sie auf seinem Forschungsschiff, der Expedient. Die Mannschaft der Expedient macht sich auf die Suche nach einem Wrack, in dem sich möglicherweise ein sehr explosiver und seltener Stoff namens „Zoridium“ oder „Tochter der Sonne“ befindet, da das Schiff mit ebendiesem Stoff versenkt worden war. Für Zoridiumtorpedos reichen schon winzige Mengen Zoridiums aus, wenn man ein von dem Erfinder Luc Chambois erfundenes Gerät, den „Intermolekularkraftverstärker“, benutzt. Der gefürchtete Pirat Cheng-Fat besitzt ebensolche Torpedos. Er die baute sie, indem er das Wissen des Wissenschaftlers Zorid missbrauchte, der als Gefangener für ihn arbeiten musste. Nun macht Cheng-Fat mit den Torpedos die Meere unsicher.
Doug und Rebecca haben unterdessen viele Fragen, auf die ihnen der Kapitän keine Antworten gibt. Darum fangen sie an, auf dem Schiff herumzusuchen und finden Dokumente und Bücher, die sie (wie lange Zeit später den Autor des Buches) auf die Spur einer Geheimgesellschaft namens „Honourable Guild of Specialists (HGS)“ bringen. Sie finden auch heraus, dass die Gesellschaft etwas mit dem Verschwinden ihrer Eltern zu tun hat und geraten damit unversehens in ein unglaubliches Abenteuer.

## Über den Autor
Joshua Mowll wurde 1970 in England geboren. Mit acht Jahren wurde er in ein Internat geschickt. „Es war“, sagte er, „ein düsterer alter Kasten auf einem einsam gelegenen Hügel an der Grenze von Wales und es gab jeden Morgen Porridge zum Frühstück. Ich kam mir vor wie im Jahr 1878.“ Seine Familie zog nach Kent, wo er den Rest seiner Schulzeit verbrachte. Später studierte er Grafikdesign in Canterbury und Ipswich. Danach arbeitete er für verschiedene Zeitungen, seit 1994 als Grafikdesigner für die Mail on Sunday. Heute lebt Joshua Mowll in Amsterdam in den Niederlanden.

## Auszeichnungen
- 7/2008 Der bunte Hund-Bestenliste
- 1/2006 Poppy Red Award for Innovation in Children’s Books
- 9/2005 „Sunday Times“ Children’s Book of the Week